# Velký řád krále Petara Krešimira IV.
Velký řád krále Petara Krešimira IV. (chorvatsky Velered kralja Petra Krešimira IV.), oficiálně Velký řád krále Petara Krešimira IV. se stuhou a jitřenkou (chorvatsky Velered kralja Petra Krešimira IV. s lentom i Danicom) je státní vyznamenání Chorvatské republiky založené roku 1992. Udílen je občanům Chorvatska i cizím státním příslušníkům.

## Historie a pravidla udílení
Řád byl původně založen dne 20. června 1992. Pojmenován byl po chorvatském králi z dynastie Trpimírovců, Petaru Krešimirovi IV. Velikém. Dne 1. dubna 1995 byl tento řád rekonstituován. Udílen je vysokým státním úředníkům, státníkům a vedoucím mezinárodních organizací či vysoce postaveným politikům a vojenským velitelům, a to jak občanů Chorvatska, tak i cizím státním příslušníkům. Udílen je za přínos k mezinárodní reputaci a postavení Chorvatské republiky, za mimořádný přínos k nezávislosti a integritě Chorvatska, za přínos k rozvoji a pokroku Chorvatska, za výjimečný přínos k rozvoji vztahů mezi Chorvatskem a dalšími státy a národy, za mimořádný přínos k vytváření válečné strategie a vojenské doktríny, za zásluhy o budování chorvatských ozbrojených sil a za vynikající výsledky při velení vojenským jednotkám. Udílen je úřadující prezidentem Chorvatské republiky na základě vlastního rozhodnutí nebo na doporučení Státního výboru pro vyznamenání a ocenění.

## Insignie
Řádový odznak je vyroben ze stříbra. Má tvar kosočtverce, který je položen na zkřížených mečích jejichž čepele směřují vzhůru. Uprostřed je kulatý zlatě lemovaný medailon o průměru 28 mm. V medailonu je na bíle smaltovaném pozadí postava krále Petara Krešimira IV. s korunou. Král stojí na stylizované přídi lodi s nápisem KREŠIMIR IV. V pravé ruce drží král meč a v levé ruce kříž. Základní kosočtverec tvoří bohatě zdobený stříbrný pletenec s pěti smyčkami, mezi nimiž jsou pole vyplněná tmavě modrým smaltem. Ke stuze je odznak připojen prstencem širokým 7 mm. Prstenec tvoří starochorvatský ornament.
Řádová hvězda je vyrobena ze stříbra, je konvexní a osmicípá. Tvoří ji osm delších a osm kratších stříbrných paprsků, mezi nimiž je 16 zlatých paprsků. Uprostřed je položen řádový odznak.
Stuhu z hedvábného moaré tvoří tři stejně široké pruhy v barvě červené, bílé a modré, což odpovídá barvám státní vlajky. Červeným a modrým pruhem navíc probíhají dva úzké žluté pruhy. Stuha je široká 80 mm a dlouhá 196 cm.